# Verne Chute
Pour les articles homonymes, voir Chute.
Verne Chute, né le 19 mai 1898 près de San Francisco, en Californie, et mort le 1er octobre 1986 à Sun City, en Arizona, est un écrivain américain de littérature policière, de science-fiction, de western et d'ouvrages pour la jeunesse.

## Biographie
Il amorce sa carrière en littérature, à partir du milieu des années 1930, par la publication de nombreuses nouvelles, appartenant surtout au genre du western, dans les pulps comme Startling Stories, Ace-High Western Stories, New Western, Big-Book Western Magazine, Science Fiction Yearbook. Il ne vient au roman qu'après la Seconde Guerre mondiale. La série Mojave Joe appartient à la littérature d'enfance et de jeunesse et trois autres titres, dont deux traduits en français, au roman policier.
Claude Mesplède dans Les Années Série Noire commente Le Funiculaire des anges comme un roman « emblématique de la réussite ou de l'infortune (c'est affaire de goût) de la collection. Il tente de séduire par les atouts du mystère tout en jouant savamment avec les ficelles du roman noir. »

## Œuvre

### Romans

#### Série pour la jeunesseMojave Joe
- Mojave Joe (1950)
- The Return of Mojave Joe (1952), roman réédité en 1966 sous le pseudonyme Dustin C. Scott

#### Romans policiers
- Flight of an Angel (1946) Publié en français sous le titre Le Funiculaire des anges, Paris, Gallimard, Série blême no 7, 1950 ; réédition, Paris, Gallimard, Série noire no 1609, 1973
- Wayward Angel (1948), roman réédité en 1951 sous le titre Blackmail Publié en français sous le titre Maldonne, Paris, Gallimard, Série noire no 76, 1951
- Sweet and Deadly: a detective novel (1952)

### Nouvelles
- The No-Gun Kid (1936)
- Shorthorn Long Shot (1938)
- Pals (1939)
- Hate Reaps a Harvest (1942)
- Cleanup At Cloudburst (1942)
- Outlaw’s Election (1942)
- Wagon Boss of Damnation Grade (1942)
- Trail’s End for the Gun Ghost (1942)
- Trail Herd Decoy (1942)
- The Desert Springs a Hangtrap (1942)
- The Devil Springs a Hangtrap (1942)
- Paid in Powdersmoke (1942)
- Dead Man’s Roundup (1942)
- Hell’s Lost Legion (1942)
- Blood Baptism for Boothill (1943)
- Sand, Sun—and Death! (1943)
- Son of Damnation Range (1943)
- Stopover at Trouble Ranch (1943)
- Law on the Owlhoot Trail (1943)
- At Deadman’s Point (1943)
- End of the Owlhoot! (1943)
- Double-Eagle Deputy (1943)
- The Maverick Kid (1943)
- Moon Over New Guinea (1943)
- Bonzo Comes Home (1944)
- Crime Doesn’t Repay (1944)
- Never Trust the Obvious (1944)
- Shad Tries the Free Lunch (1945)
- The Rule Governing Mistakes (1945)
- Work Your Wits (1945)
- The Golden Rule (1945)
- Man at Bay (1946)
- Flapjacks for Nelly (1947)
- The Mela Leaf (1948)
- Shoot Me Dead (1952)
- My Partner—Death (1955)

## Adaptation

### À la télévision
- 1988 : Le Funiculaire des anges, téléfilm français réalisé par Roger Gillioz pour la série télévisée Série noire, avec Bernard Rosselli et Gabrielle Lazure

## Sources
- Claude Mesplède (dir.), Dictionnaire des littératures policières, vol. 1 : A - I, Nantes, Joseph K, coll. « Temps noir », 2007, 1054 p. (ISBN 978-2-910686-44-4, OCLC 315873251), p. 431.
- Claude Mesplède et Jean-Jacques Schleret, SN, voyage au bout de la Noire : inventaire de 732 auteurs et de leurs œuvres publiés en séries Noire et Blème : suivi d'une filmographie complète, Paris, Futuropolis, 1982, 476 p. (OCLC 11972030), p. 80.
- Claude Mesplède, Les années "Série noire" : bibliographie critique d'une collection policière, vol. 1 : 1945-1959, Amiens, Editions Encrage, coll. « Travaux » (no 13), 1992 (ISBN 978-2-906389-34-2).
- Claude Mesplède, Les années "Série noire" : bibliographie critique d'une collection policière, vol. 4 : 1972-1982, Amiens, Editions Encrage, coll. « Travaux » (no 25), 1995, 318 p. (ISBN 978-2-906389-63-2).